# Ilona Feher
Ilona Feher o Fehér (nacida el 1 de diciembre de 1901 en Budapest, Hungría, y fallecida en enero de 1988 en Holon, Israel), fue una violinista representativa de la Escuela de Europa Central, escuela que cuenta igualmente con Joseph Joachim, Otakar Ševčík y Jenő Hubay. Fue igualmente una afamada profesora.

## Biografía
Ilona Feher estudió el violín durante seis años en la clase de Jenő Hubay, en la Academia de Música Franz Liszt de Budapest. Recibió enseñanza también de Joseph Bloch, Josef Smvilovitch e Imre Pogany ().
Entre ambas guerras mundiales, actuó por toda Europa, sobre todo con Willem Mengelberg y la Orquesta real del Concertgebouw, la orquesta sinfónica más importante de los Países Bajos.
Ilona Feher vivió en Budapest hasta 1942, fecha en la cual fue enviada con su hija a un campo de concentración, de donde se escaparon ambas en 1944. 
En 1949 se instala en Israel, donde se hace principalmente profesora de violín en la Academia Rubin de Tel Aviv. Entre sus más de 250 alumnos, muchos resultarán célebres, como los solistas Pinchas Zukerman, Shlomo Mintz, Hagai Shaham, Ittai Shapira, Moshe Hammer o Yehonatan Berick, los interprétes de cámara Shmuel Ashkenasi y David Ehrlich, los músicos de orquesta Ron Ephrat (Rotterdam Philharmonic),  Yaakov Rubinstein (Orquesta sinfónica de Bamberg), o incluso el director de orquesta Yoel Levi.